# Superhop

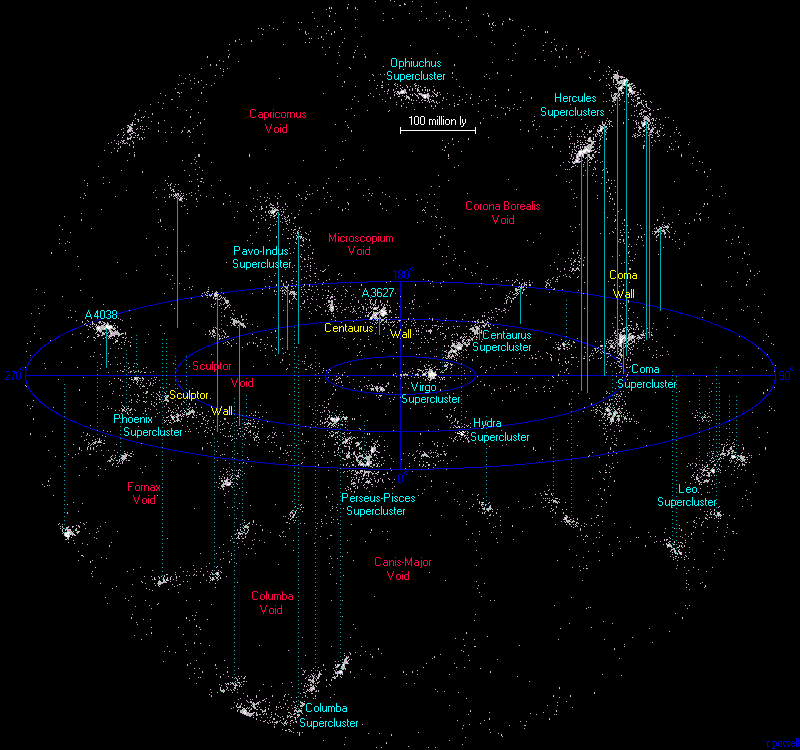
Karta över de superhopar och mellanliggande tomrum ("voids") som ligger närmast jorden.

En superhop är en lös samling av galaxhopar med upp till tiotusentals galaxer och flera hundratals miljoner ljusårs utbredning.
Inom en galaxhop är galaxerna gravitationellt bundna till varandra. Hoparna bildar i sin tur större oregelbundet formade superhopar där de ingående hoparna inte är tydligt bundna till varandra utan deltar i den allmänna expansionen av universum.
Den lokala galaxhopen som Vintergatan ingår i, bildar tillsammans med bland annat Virgohopen en sådan superhop kallad Virgosuperhopen. Virgosuperhopen är i sin tur en del av Laniakeasuperhopen.
Superhopar ingår i de ännu större strukturerna galaxfilament, även kallade "superhopkomplex", "murar" eller "galaxväggar", vilka sträcker sig hundratals miljoner ljusår i längd och där den största kända är Stora muren Herkules - Norra kronan. Mellan dessa filament finns stora tomrum där mycket få galaxer befinner sig. Det är dock omdebatterat om filamenten ska ses som "supersuperhopar" eller inte.

### Fotnoter
1. ↑  ”superhop”. Nationalencyklopedin. http://www.ne.se/uppslagsverk/encyklopedi/l%C3%A5ng/superhop. Läst 12 mars 2016.